# Eremorhax arenus
Espèce
Synonymes
- Arenotherus arenus Brookhart & Muma, 1987

Eremorhax arenus est une espèce de solifuges de la famille des Eremobatidae.

## Distribution
Cette espèce est endémique de Californie aux États-Unis,.

## Description
Les mâles mesurent de 33 à 36 mm.

## Publication originale
- Brookhart & Muma, 1987 : Arenotherus, a new genus of Eremobatidae (Solpugida) in the United States. Englewood, Colorado: Cherry Creek High School Print Shop, p. 1-18.